# Giorgio Uberti
Giorgio Uberti (Milano, 28 dicembre 1986) è uno scrittore e divulgatore scientifico italiano.

## Biografia
Laureato nel 2013 in Scienze Sociali all’Università Cattolica del Sacro Cuore di Milano, ha conseguito un master di secondo livello in Public history all’Università di Modena e Reggio Emilia. È un public historian professionista italiano. Vicepresidente dell’Associazione PopHistory ETS con sede a Modena. Membro del direttivo dell’Associazione Italiana di Public History (AIPH) tra il 2017 e il 2020.
Autore di numerose pubblicazioni storiche legate alla città di Milano. Ha collaborato con il Comune di Milano e con l’Università degli Studi di Milano-Bicocca nella costruzione dei contenuti per il Centenario delle aggregazioni del 1923.
In ambito milanese ha collaborato con il Politecnico di Milano nella realizzazione di uno studio sulla storia di Cascina Linterno all’interno del paesaggio agrario milanese. Ha inoltre contribuito a realizzare, con gli storici Roberta Ramella e Marino Viganò, uno studio sul Villaggio Svizzero di Milano per gli sfollati dai Bombardamenti di Milano.
Si è specializzato, insieme al collega Igor Pizzirusso, come game designer nella progettazione di giochi urbani a carattere storico, anche per uso didattico.
Attualmente è curatore dell’Archivio d’Artista Rachele Bianchi di Milano dal 2018, anno della scomparsa dell’artista.

## Attività politica
È stato Consigliere della Zona 7, attuale Municipio 7, del decentramento del Comune di Milano tra il 2011 e il 2016 con il Partito Democratico. Ha contribuito alla tutela di Cascina Linterno.

## Opere
- Giorgio Uberti, Resistenza e Liberazione: tra città e campagna a Ovest di Milano. Associazione Nazionale Partigiani d’Italia. Milano, 2024. ISBN 979-12-210-5979-3.
- Giorgio Uberti (con Bianchi Angelo e Gianni, Scazzosi Lionella, L’Erario Andrea). Milano Metropoli Rurale. Storia, attualità e la strategia Cascina Linterno. Due volumi. Maggioli Editore, 2023. ISBN 978-8891662316
- Giorgio Uberti (con Broggini Renata, Ramella Roberta e Viganò Marino). Il Villaggio Svizzero. Una iniziativa della Confederazione per la popolazione di Milano. 1945-1959. Hoepli, 2022. ISBN 978-88-360-1105-6
- Giorgio Uberti (con Boati Davide, Cavallo Rosario). Una vita per l’infanzia. Il Pio Istituto di Maternità di Milano. Franco Angeli, 2016. ISBN 978-8891744876
- Giorgio Uberti, Trenno, una Chiesa millenaria. Parrocchia di San Giovanni Battista di Trenno. Milano, 2016. ISBN 979-12-200-1199-0.
- Giorgio Uberti (con Marco Peruffo). Il complesso monumentale di Sant’Apollinare in Baggio. Comitato dell’Organo di Baggio, 2014.